# C-66
La carretera C-66 uneix Palafrugell amb Besalú i transcorre per les comarques de la Garrotxa, el Pla de l'Estany, el Gironès i el Baix Empordà. La titularitat de la carretera és de la Generalitat de Catalunya. El tram entre Girona i Palafrugell forma part del sistema de carreteres que conformen l'Anella de les Gavarres, que actualment està en procés de desdoblament

## Recorregut i enllaços
| Terme municipal que atrevessa | Carretera que hi enllaça | Poblacions de l'enllaç                     |
| ----------------------------- | ------------------------ | ------------------------------------------ |
| Palafrugell (afores)          | C-31                     | Palamós Torroella de Montgrí               |
| Torrent                       | GI-652                   | Torrent centre                             |
| Forallac                      | GI-644                   | Canapost Ullastret                         |
| La Bisbal d'Empordà           | GIV-6441                 | Fonteta                                    |
| La Bisbal d'Empordà           | GIV-664                  | Cruïlles                                   |
| La Bisbal d'Empordà           | GIV-660                  | Calonge                                    |
| Corçà                         | C-252                    | L'Escala Figueres Roses                    |
| Corçà                         | GIV-6701                 | Monells                                    |
| La Pera                       | GIV-642                  | Rupià                                      |
| Flaçà                         | C-255z                   | Flaçà centre                               |
| Sant Joan de Mollet           | C-255z                   | Sant Joan de Mollet centre                 |
| Bordils                       | GIV-6701                 | Sant Martí Vell                            |
| Celrà                         | GIV-6708                 | Juià                                       |
| Girona                        | N-II variant de Girona   |                                            |
| Girona                        | C-255                    | Campdorà                                   |
| Sant Julià de Ramis           | N-IIa                    | Sarrià de Ter Girona centre                |
| Sant Julià de Ramis           | AP-7                     |                                            |
| Inici del desdoblament        |                          |                                            |
| Palol de Revardit             | GIV-5191                 | Sant Martí de la Mota                      |
| Palol de Revardit             | Riudellots de la Creu    |                                            |
| Palol de Revardit             | GIV-5147                 | Palol de Revardit centre                   |
| Cornellà de Terri             | C-150a                   | Cornellà de Terri centre                   |
| Cornellà de Terri             | GI-514                   | Sant Andreu del Terri                      |
| Cornellà de Terri             | GIV-5145                 | Pujals dels Cavallers                      |
| Cornellà de Terri             | C-150a                   | Cornellà de Terri nord                     |
| Banyoles                      |                          | Pont-xetmar                                |
| Banyoles                      | C-150a                   | Borgonyà Pont-xetmar polígon Mata Banyoles |
| Fi del desdoblament           |                          |                                            |
| Banyoles                      | GIV-5132                 | Banyoles centre/polígon Vilavenut          |
| Banyoles                      | Banyoles est             |                                            |
| Banyoles                      | GIP-5121                 | Melianta Esponellà Banyoles nord           |
| Serinyà                       | C-150a                   | Banyoles centre/estany                     |
| Besalú                        | N-260                    | Figueres Besalú                            |